# Llista de monuments del Solsonès
Llista de monuments del Solsonès inclosos en l'Inventari del Patrimoni Arquitectònic Català per la comarca del Solsonès. Inclou els inscrits en el Registre de Béns Culturals d'Interès Nacional (BCIN) amb la classificació de monuments històrics, els Béns Culturals d'Interès Local (BCIL) de caràcter immoble i la resta de béns arquitectònics integrants del patrimoni cultural català.

## Biosca
Vegeu la llista de monuments de Biosca

## Castellar de la Ribera
| Monument                                                | Protecció   | Estil/època                  | Localització                                                         | Coordenades                                          | Codi?         | Imatge |
| ------------------------------------------------------- | ----------- | ---------------------------- | -------------------------------------------------------------------- | ---------------------------------------------------- | ------------- | --- |
| Castell i muralla de Castellar                          | BCIN 626-MH | Romànic Medieval             | Castellar de la Ribera Ctra. C-26, a prop del cementiri de Castellar | 42° 01′ 21″ N, 1° 24′ 59″ E / 42.022587°N,1.416319°E | RI-51-0006296 | Castell i muralla de Castellar (Castellar de la Ribera) · Vegeu més fotos d'aquest monument · Carregueu una nova foto d'aquest monument              |
| Castell de Ceuró                                        | BCIN 627-MH | Romànic XI-XII               | Castellar de la Ribera Ctra. C-26, km 89,1 i una pista 1,8 km        | 42° 01′ 10″ N, 1° 22′ 26″ E / 42.019482°N,1.373771°E | RI-51-0006298 | Castell de Ceuró (Castellar de la Ribera) · Vegeu més fotos d'aquest monument · Carregueu una nova foto d'aquest monument                            |
| Castell de Pampa                                        | BCIN 628-MH | Romànic Medieval             | Castellar de la Ribera Ctra. C-26, km 15,2 més 7,2 km de pista       | 42° 03′ 53″ N, 1° 22′ 12″ E / 42.064671°N,1.370117°E | RI-51-0006297 | Castell de Pampa (Castellar de la Ribera) · Vegeu més fotos d'aquest monument · Carregueu una nova foto d'aquest monument                            |
| Església de Sant Pere de Castellar                      |             | Romànic XI, XVIII            | Castellar de la Ribera Ctra. C-26, km 93,5, a 500 m                  | 42° 01′ 21″ N, 1° 24′ 56″ E / 42.022627°N,1.415616°E | IPA-17254     | Església de Sant Pere de Castellar (Castellar de la Ribera) · Vegeu més fotos d'aquest monument · Carregueu una nova foto d'aquest monument          |
| Capella de Santa Magdalena, o Capella de Santa Eulàlia  |             | Romànic XII                  | Castellar de la Ribera Ctra. C-26, km 91,4, a 2.800 m per pista      | 42° 02′ 14″ N, 1° 23′ 25″ E / 42.037265°N,1.390205°E | IPA-17267     | Capella de Santa Magdalena (Castellar de la Ribera) · Vegeu més fotos d'aquest monument · Carregueu una nova foto d'aquest monument                  |
| Capella de la Mare de Déu del Remei                     |             | Obra popular XVIII           | Castellar de la Ribera Masia la Llena, Ctra. C-26, km 96, a 8,9 km   | 41° 59′ 36″ N, 1° 21′ 36″ E / 41.993253°N,1.360108°E | IPA-17273     | Capella de la Mare de Déu del Remei (Castellar de la Ribera) · Vegeu més fotos d'aquest monument · Carregueu una nova foto d'aquest monument         |
| Molí de Querol                                          |             | Obra popular XI              | Castellar de la Ribera Ctra. C-26, km 91,4                           | 42° 01′ 37″ N, 1° 23′ 58″ E / 42.027072°N,1.399434°E | IPA-17275     | Molí de Querol (Castellar de la Ribera) · Vegeu més fotos d'aquest monument · Carregueu una nova foto d'aquest monument                              |
| Pont del Molí de Querol                                 |             | Obra popular                 | Castellar de la Ribera Ctra. C-26, km 91,4                           | 42° 01′ 35″ N, 1° 23′ 57″ E / 42.026506°N,1.399201°E | IPA-17276     | Pont del Molí de Querol (Castellar de la Ribera) · Vegeu més fotos d'aquest monument · Carregueu una nova foto d'aquest monument                     |
| Capella de Sant Mateu                                   |             | Barroc XVIII                 | Castellar de la Ribera Masia Comardons                               | 42° 02′ 47″ N, 1° 22′ 08″ E / 42.046275°N,1.368984°E | IPA-17271     | Capella de Sant Mateu (Castellar de la Ribera) · Vegeu més fotos d'aquest monument · Carregueu una nova foto d'aquest monument                       |
| Església de la Vila de Perdiguers, o Santuari de Savila |             | Barroc XVIII                 | Castellar de la Ribera Masia la Vila de Perdiguers                   | 42° 01′ 38″ N, 1° 22′ 02″ E / 42.027226°N,1.367148°E | IPA-17265     | Església Vila de Perdiguers (Castellar de la Ribera) · Vegeu més fotos d'aquest monument · Carregueu una nova foto d'aquest monument                 |
| Església de Sant Julià de Ceuró                         |             | Romànic XI                   | Castellar de la Ribera Ceuró                                         | 42° 01′ 10″ N, 1° 22′ 26″ E / 42.019467°N,1.373833°E | IPA-17266     | Església de Sant Julià de Ceuró (Castellar de la Ribera) · Vegeu més fotos d'aquest monument · Carregueu una nova foto d'aquest monument             |
| Església parroquial de Sant Andreu de Clarà             |             | Romànic XII, XVIII           | Castellar de la Ribera Clarà                                         | 42° 00′ 05″ N, 1° 27′ 13″ E / 42.001518°N,1.453561°E | IPA-17256     | Església parroquial de Sant Andreu de Clarà (Castellar de la Ribera) · Vegeu més fotos d'aquest monument · Carregueu una nova foto d'aquest monument |
| Ermita dels Apòstols                                    |             | Obra popular XIX             | Castellar de la Ribera Clarà                                         | 41° 59′ 42″ N, 1° 25′ 14″ E / 41.995080°N,1.420447°E | IPA-17258     | Ermita dels Apòstols (Castellar de la Ribera) · Vegeu més fotos d'aquest monument · Carregueu una nova foto d'aquest monument                        |
| Masia Casanova                                          |             | Obra popular XVI             | Castellar de la Ribera Clarà                                         | 42° 00′ 09″ N, 1° 27′ 26″ E / 42.002566°N,1.457153°E | IPA-17259     | Masia Casanova (Castellar de la Ribera) · Vegeu més fotos d'aquest monument · Carregueu una nova foto d'aquest monument                              |
| Església Santa Margarida de Pampa, o Pampe              |             | Neoclassicisme XIX           | Castellar de la Ribera Pampa                                         | 42° 03′ 54″ N, 1° 22′ 13″ E / 42.064870°N,1.370332°E | IPA-17261     | Església Santa Margarida de Pampa (Castellar de la Ribera) · Vegeu més fotos d'aquest monument · Carregueu una nova foto d'aquest monument           |
| Cal Solé de Pampa                                       |             | Barroc XVI                   | Castellar de la Ribera Pampa                                         | 42° 03′ 53″ N, 1° 22′ 12″ E / 42.064629°N,1.370043°E | IPA-17262     | Cal Solé de Pampa (Castellar de la Ribera) · Vegeu més fotos d'aquest monument · Carregueu una nova foto d'aquest monument                           |
| Església de Sant Joan de Ginestar                       |             | Barroc XVIII                 | Castellar de la Ribera Ctra. C-26, km. 91,5 i pista 2 km.            | 42° 01′ 45″ N, 1° 24′ 46″ E / 42.029154°N,1.412830°E | IPA-17269     | Església de Sant Joan de Ginestar (Castellar de la Ribera) · Vegeu més fotos d'aquest monument · Carregueu una nova foto d'aquest monument           |
| Capella de Santa Magdalena                              |             | Barroc, neoclassicisme XVIII | Castellar de la Ribera Masia de Vilaprinyó                           | 42° 01′ 51″ N, 1° 23′ 40″ E / 42.030805°N,1.394524°E | IPA-17274     | Capella de Santa Magdalena (Castellar de la Ribera) · Vegeu més fotos d'aquest monument · Carregueu una nova foto d'aquest monument                  |
| Església de Santa Magdalena de les Tàpies               |             | Romànic XI                   | Castellar de la Ribera Mas de les Tàpies                             | 42° 02′ 05″ N, 1° 22′ 53″ E / 42.034685°N,1.381360°E | IPA-17277     | Església de Santa Magdalena de les Tàpies (Castellar de la Ribera) · Vegeu més fotos d'aquest monument · Carregueu una nova foto d'aquest monument   |
| Pont de la Rasa de la Casanova                          |             | Obra popular XX              | Castellar de la Ribera Prop del mas el Pla                           | 41° 59′ 56″ N, 1° 27′ 11″ E / 41.99878°N,1.45305°E   | IPA-49062     | Carregueu una nova foto d'aquest monument |

## Clariana de Cardener
| Monument                                                                          | Protecció   | Estil/època                       | Localització                                                    | Coordenades                                          | Codi?         | Imatge |
| --------------------------------------------------------------------------------- | ----------- | --------------------------------- | --------------------------------------------------------------- | ---------------------------------------------------- | ------------- | --- |
| Castell de Clariana de Cardener                                                   | BCIN 688-MH | Romànic XI-XIII                   | Clariana de Cardener                                            | 41° 56′ 09″ N, 1° 37′ 14″ E / 41.935845°N,1.620667°E | RI-51-0006309 | Castell de Clariana (Clariana de Cardener) · Vegeu més fotos d'aquest monument · Carregueu una nova foto d'aquest monument                    |
| Església parroquial de Clariana de Cardener, església de Sant Sadurní de Clariana | BCIL 2014   | Historicisme XX                   | Clariana de Cardener Ctra. Manresa, km 36                       | 41° 55′ 59″ N, 1° 37′ 26″ E / 41.933181°N,1.623863°E | IPA-17279     | Església parroquial de Clariana de Cardener · Vegeu més fotos d'aquest monument · Carregueu una nova foto d'aquest monument                   |
| Església de Sant Martí de Joval                                                   | BCIL 2014   | Obra popular XVIII                | Clariana de Cardener Joval                                      | 41° 58′ 41″ N, 1° 35′ 18″ E / 41.978187°N,1.588399°E | IPA-17280     | Església de Sant Martí de Joval (Clariana de Cardener) · Vegeu més fotos d'aquest monument · Carregueu una nova foto d'aquest monument        |
| Capella de Santa Maria de la Torre del Soler, Santa Maria de la Torre             | BCIL 2014   | Romànic XI-XII                    | Clariana de Cardener Ctra. Manresa, km 40                       | 41° 56′ 50″ N, 1° 37′ 43″ E / 41.947215°N,1.628532°E | IPA-17281     | Capella de Santa Maria del Soler (Clariana de Cardener) · Vegeu més fotos d'aquest monument · Carregueu una nova foto d'aquest monument       |
| Masia de Cal Miró                                                                 | BCIL 2014   | Obra popular XIV-XV               | Clariana de Cardener Hortoneda                                  | 41° 57′ 45″ N, 1° 34′ 29″ E / 41.962503°N,1.574644°E | IPA-17283     | Masia de Cal Miró (Clariana de Cardener) · Vegeu més fotos d'aquest monument · Carregueu una nova foto d'aquest monument                      |
| Can Blanc                                                                         | BCIL 2014   | Obra popular XIII-XIV, XV-XVIII   | Clariana de Cardener Hortoneda                                  | 41° 57′ 45″ N, 1° 34′ 28″ E / 41.962531°N,1.574336°E | IPA-17284     | Can Blanc (Clariana de Cardener) · Vegeu més fotos d'aquest monument · Carregueu una nova foto d'aquest monument                              |
| Masia de la Ribera                                                                | BCIL 2014   | Obra popular XII-XIII, XVII-XVIII | Clariana de Cardener Ctra. Pantà Sampons, km 3                  | 41° 57′ 33″ N, 1° 36′ 14″ E / 41.959196°N,1.603931°E | IPA-17285     | Masia de la Ribera (Clariana de Cardener) · Vegeu més fotos d'aquest monument · Carregueu una nova foto d'aquest monument                     |
| Masia de Bajona                                                                   | BCIL 2014   | Obra popular XIV-XV, XVIII-XIX    | Clariana de Cardener Ctra. de Manresa, km 45                    | 41° 58′ 06″ N, 1° 35′ 02″ E / 41.968260°N,1.583796°E | IPA-17286     | Masia de Bajona (Clariana de Cardener) · Vegeu més fotos d'aquest monument · Carregueu una nova foto d'aquest monument                        |
| Masia del Soler                                                                   | BCIL 2014   | Obra popular XVI-XVII             | Clariana de Cardener Ctra. Manresa                              | 41° 56′ 42″ N, 1° 37′ 27″ E / 41.944885°N,1.624275°E | IPA-17287     | Masia del Soler (Clariana de Cardener) · Vegeu més fotos d'aquest monument · Carregueu una nova foto d'aquest monument                        |
| Masia de Garrigó                                                                  | BCIL 2014   | Obra popular XVI-XVII             | Clariana de Cardener Ctra. Manresa                              | 41° 56′ 46″ N, 1° 37′ 17″ E / 41.946152°N,1.621389°E | IPA-17288     | Masia de Garrigo (Clariana de Cardener) · Vegeu més fotos d'aquest monument · Carregueu una nova foto d'aquest monument                       |
| Mas Flotats                                                                       | BCIL 2014   | Obra popular XVII-XVIII           | Clariana de Cardener Ctra. de Cardona a Solsona                 | 41° 56′ 01″ N, 1° 37′ 34″ E / 41.933518°N,1.626039°E | IPA-17290     | Mas Flotats (Clariana de Cardener) · Vegeu més fotos d'aquest monument · Carregueu una nova foto d'aquest monument                            |
| Pont de Clariana de Cardener                                                      | BCIL 2014   | Obra popular XVII-XVIII           | Clariana de Cardener Ctra. de Cardona a Solsona, km 3,5         | 41° 55′ 54″ N, 1° 38′ 28″ E / 41.931724°N,1.641040°E | IPA-17291     | Pont de Buida-sacs de Clariana de Cardener · Vegeu més fotos d'aquest monument · Carregueu una nova foto d'aquest monument                    |
| Masia de Vilafranca de Joval                                                      | BCIL 2014   | Obra popular XV-XVI               | Clariana de Cardener Joval                                      | 41° 58′ 33″ N, 1° 35′ 21″ E / 41.975769°N,1.589207°E | IPA-17293     | Masia de Vilafranca de Joval (Clariana de Cardener) · Vegeu més fotos d'aquest monument · Carregueu una nova foto d'aquest monument           |
| Església Sant Salvador de Golorons, o Sant Miquel de Golorons                     | BCIL 2014   | Romànic XI-XII                    | Clariana de Cardener Ctra. Berga, km 7,7 pista a mà dreta, 3 km | 41° 59′ 06″ N, 1° 35′ 43″ E / 41.985004°N,1.595406°E | IPA-17462     | Església Sant Salvador de Golorons (Clariana de Cardener) · Vegeu més fotos d'aquest monument · Carregueu una nova foto d'aquest monument     |
| Casa de Joval                                                                     |             | Obra popular XII-XIII, XVII-XVIII | Clariana de Cardener Ctra. Manresa, km 47                       | 41° 58′ 32″ N, 1° 33′ 57″ E / 41.97561°N,1.56597°E   | IPA-17491     | Casa de Joval (Clariana de Cardener) · Vegeu més fotos d'aquest monument · Carregueu una nova foto d'aquest monument                          |
| Masia de Trullas                                                                  |             | Obra popular XVI                  | Clariana de Cardener Ctra. Freixinet a Su, esquerra             | 41° 55′ 10″ N, 1° 35′ 51″ E / 41.919432°N,1.597381°E | IPA-17580     | Masia de Trullas (Clariana de Cardener) · Vegeu més fotos d'aquest monument · Carregueu una nova foto d'aquest monument                       |
| Antiga església de Sant Martí de Joval                                            | BCIL 2014   | Romànic X                         | Clariana de Cardener                                            | 41° 58′ 44″ N, 1° 35′ 14″ E / 41.978975°N,1.587330°E | IPA-35313     | Antiga església de Sant Martí de Joval (Clariana de Cardener) · Vegeu més fotos d'aquest monument · Carregueu una nova foto d'aquest monument |
| Molí de Buida-sacs                                                                | BCIL 2014   | Romànic XII-XIII                  | Clariana de Cardener                                            | 41° 55′ 53″ N, 1° 38′ 25″ E / 41.931504°N,1.640261°E | IPA-35314     | Molí de Buida-sacs (Clariana de Cardener) · Vegeu més fotos d'aquest monument · Carregueu una nova foto d'aquest monument                     |
| Església de Santa Àgata                                                           | BCIL 2014   | Preromànic, romànic X, XII        | Clariana de Cardener                                            | 41° 55′ 42″ N, 1° 38′ 24″ E / 41.928235°N,1.640120°E | IPA-35315     | Església de Santa Àgata (Clariana de Cardener) · Vegeu més fotos d'aquest monument · Carregueu una nova foto d'aquest monument                |
| Pont del Molí de Canet                                                            |             | Obra popular Medieval             | Clariana de Cardener Sobre el Cardener                          | 41° 56′ 41″ N, 1° 36′ 50″ E / 41.944682°N,1.613821°E | IPA-37015     | Pont del Molí de Canet (Clariana de Cardener) · Vegeu més fotos d'aquest monument · Carregueu una nova foto d'aquest monument                 |
| Rajoleria de l'obaga de l'Arguilagó                                               |             | Obra popular                      | Clariana de Cardener                                            |                                                      | IPA-40890     | Carregueu una nova foto d'aquest monument |
| Pou de gel de l'obaga de Flotats                                                  |             | Obra popular                      | Clariana de Cardener                                            |                                                      | IPA-40891     | Carregueu una nova foto d'aquest monument |
| Molí de Canet                                                                     |             | Obra popular                      | Clariana de Cardener                                            | 41° 56′ 43″ N, 1° 36′ 52″ E / 41.945296°N,1.614410°E | IPA-40892     | Carregueu una nova foto d'aquest monument |
| Forn de l'Oliva                                                                   |             | Obra popular XIX-XX               | Clariana de Cardener                                            |                                                      | IPA-40896     | Carregueu una nova foto d'aquest monument |
| Església de Sant Ponç                                                             | BCIL 2014   | Romànic XII                       | Clariana de Cardener Embasament de Sant Ponç                    | 41° 57′ 58″ N, 1° 36′ 16″ E / 41.966102°N,1.604577°E | IPA-45885     | Església de Sant Ponç (Clariana de Cardener) · Vegeu més fotos d'aquest monument · Carregueu una nova foto d'aquest monument                  |
| Torre de telegrafia òptica d'Hortoneda, Torre de la Guàrdia                       |             | XIX                               | Clariana de Cardener Prop del mas la Guàrdia                    | 41° 57′ 01″ N, 1° 35′ 30″ E / 41.95025°N,1.59170°E   | IPA-47912     | Carregueu una nova foto d'aquest monument |

## La Coma i la Pedra
| Monument                                                                    | Protecció   | Estil/època                     | Localització                                                              | Coordenades                                          | Codi?         | Imatge |
| --------------------------------------------------------------------------- | ----------- | ------------------------------- | ------------------------------------------------------------------------- | ---------------------------------------------------- | ------------- | --- |
| Castell de la Pedra                                                         | BCIN 696-MH | Medieval                        | La Coma i la Pedra Dalt del turó que domina la Pedra                      | 42° 09′ 55″ N, 1° 36′ 16″ E / 42.16521°N,1.60441°E   | RI-51-0006314 | Castell de la Pedra (la Coma i la Pedra) · Vegeu més fotos d'aquest monument · Carregueu una nova foto d'aquest monument                               |
| Torre de la Vila                                                            | BCIN 697-MH | XII-XIV                         | La Coma i la Pedra                                                        | 42° 10′ 33″ N, 1° 36′ 10″ E / 42.175747°N,1.602877°E | RI-51-0006315 | Torre de la Vila (la Coma i la Pedra) · Vegeu més fotos d'aquest monument · Carregueu una nova foto d'aquest monument                                  |
| Església de Sant Andreu del Pujol del Racó                                  |             | Romànic XII                     | La Coma i la Pedra Km 5,6 de la pista que segueix la vall del riu Mossoll | 42° 10′ 41″ N, 1° 36′ 05″ E / 42.177947°N,1.601351°E | IPA-17296     | Església de Sant Andreu del Pujol del Racó (la Coma i la Pedra) · Vegeu més fotos d'aquest monument · Carregueu una nova foto d'aquest monument        |
| La Gafa                                                                     |             | Obra popular XVII               | La Coma i la Pedra Aiguabarreig del Cardener i del Mossoll                | 42° 09′ 50″ N, 1° 35′ 43″ E / 42.163780°N,1.595370°E | IPA-17297     | La Gafa (la Coma i la Pedra) · Vegeu més fotos d'aquest monument · Carregueu una nova foto d'aquest monument                                           |
| Santa Magdalena de Tragines                                                 |             | Romànic XI                      | La Coma i la Pedra Ctra. St. Llorenç a la Coma                            | 42° 09′ 07″ N, 1° 35′ 08″ E / 42.151980°N,1.585670°E | IPA-17302     | Santa Magdalena de Tragines (la Coma i la Pedra) · Vegeu més fotos d'aquest monument · Carregueu una nova foto d'aquest monument                       |
| Masia Vilella                                                               |             | Obra popular, romànic XVII, XII | La Coma i la Pedra Just al pont de Codines, pista 2 km a Vilella          | 42° 08′ 37″ N, 1° 37′ 19″ E / 42.143555°N,1.621962°E | IPA-17303     | Masia Vilella (la Coma i la Pedra) · Vegeu més fotos d'aquest monument · Carregueu una nova foto d'aquest monument                                     |
| Els Clots o cal Calat o cal Camats                                          |             | Obra popular XVIII              | La Coma i la Pedra Ctra. St. Llorenç a Berga, km 29, Pont de Codines      | 42° 08′ 40″ N, 1° 36′ 34″ E / 42.144441°N,1.609498°E | IPA-17305     | Els Clots (la Coma i la Pedra) · Vegeu més fotos d'aquest monument · Carregueu una nova foto d'aquest monument                                         |
| Església de Sant Lleïr de Casabella o Vilella                               |             | Romànic XI                      | La Coma i la Pedra Ctra. de Berga a St. Llorenç de Morunys, km 9          | 42° 08′ 39″ N, 1° 36′ 33″ E / 42.144262°N,1.609077°E | IPA-17306     | Església de Sant Lleïr de Casavella (la Coma i la Pedra) · Vegeu més fotos d'aquest monument · Carregueu una nova foto d'aquest monument               |
| Església de Sant Quirze i Santa Julita                                      |             | Barroc, neoclassicisme XVIII    | La Coma i la Pedra Pl. de l'Església                                      | 42° 10′ 34″ N, 1° 35′ 24″ E / 42.176139°N,1.589875°E | IPA-17312     | Església de Sant Quirze i Santa Julita (la Coma i la Pedra) · Vegeu més fotos d'aquest monument · Carregueu una nova foto d'aquest monument            |
| Casavella                                                                   |             | Obra popular XVII               | La Coma i la Pedra A mà dreta del Pont de Codina des de St. Llorenç       | 42° 08′ 43″ N, 1° 36′ 24″ E / 42.145223°N,1.606608°E | IPA-17304     | Casavella (la Coma i la Pedra) · Vegeu més fotos d'aquest monument · Carregueu una nova foto d'aquest monument                                         |
| Capella de la Santa Creu                                                    |             | Obra popular XX                 | La Coma i la Pedra L'Argelaguer                                           | 42° 10′ 11″ N, 1° 37′ 09″ E / 42.169709°N,1.619158°E | IPA-17319     | Capella de la Santa Creu (la Coma i la Pedra) · Vegeu més fotos d'aquest monument · Carregueu una nova foto d'aquest monument                          |
| Cal Joan                                                                    |             | Obra popular XVIII              | La Coma i la Pedra La Coma, ctra. a Tuixén                                | 42° 11′ 41″ N, 1° 34′ 17″ E / 42.194746°N,1.571282°E | IPA-17311     | Cal Joan (la Coma i la Pedra) · Vegeu més fotos d'aquest monument · Carregueu una nova foto d'aquest monument                                          |
| Església de Sant Serni o Sant Sadurní de la Pedra                           |             | Romànic XII                     | La Coma i la Pedra La Pedra                                               | 42° 09′ 53″ N, 1° 36′ 13″ E / 42.164697°N,1.603475°E | IPA-17316     | Església de Sant Serni o Sant Sadurní de la Pedra (la Coma i la Pedra) · Vegeu més fotos d'aquest monument · Carregueu una nova foto d'aquest monument |
| Masia cal Bernat                                                            |             | Obra popular XVIII              | La Coma i la Pedra La Pedra                                               | 42° 10′ 02″ N, 1° 36′ 09″ E / 42.167254°N,1.602551°E | IPA-17317     | Masia cal Bernat (la Coma i la Pedra) · Vegeu més fotos d'aquest monument · Carregueu una nova foto d'aquest monument                                  |
| Cal Xalet                                                                   |             | Obra popular XVIII              | La Coma i la Pedra La Pedra                                               | 42° 09′ 54″ N, 1° 36′ 15″ E / 42.165029°N,1.604040°E | IPA-17318     | Cal Xalet (la Coma i la Pedra) · Vegeu més fotos d'aquest monument · Carregueu una nova foto d'aquest monument                                         |
| Església de Sant Cristòfol de Pasqüets o de Coguls, o Església de Sant Llop |             | Romànic XIII                    | La Coma i la Pedra Pasqüets                                               | 42° 09′ 32″ N, 1° 35′ 29″ E / 42.158935°N,1.591355°E | IPA-17299     | Església de Sant Cristòfol de Pasqüets (la Coma i la Pedra) · Vegeu més fotos d'aquest monument · Carregueu una nova foto d'aquest monument            |
| Masia Pasqüets                                                              |             | Obra popular XVII               | La Coma i la Pedra Pasqüets                                               | 42° 09′ 33″ N, 1° 35′ 29″ E / 42.159063°N,1.591455°E | IPA-17300     | Masia Pasqüets (la Coma i la Pedra) · Vegeu més fotos d'aquest monument · Carregueu una nova foto d'aquest monument                                    |
| Pujol del Recó                                                              |             | Obra popular XVII               | La Coma i la Pedra Pujol del Recó                                         | 42° 10′ 49″ N, 1° 36′ 11″ E / 42.180390°N,1.602940°E | IPA-17295     | Pujol del Recó (la Coma i la Pedra) · Vegeu més fotos d'aquest monument · Carregueu una nova foto d'aquest monument                                    |

## Guixers
| Monument                                                                                          | Protecció   | Estil/època                       | Localització                                                             | Coordenades                                          | Codi?         | Imatge |
| ------------------------------------------------------------------------------------------------- | ----------- | --------------------------------- | ------------------------------------------------------------------------ | ---------------------------------------------------- | ------------- | --- |
| Castell de Castelltort                                                                            | BCIN 932-MH | Romànic XI-XII, XV-XVIII          | Guixers Castelltort                                                      | 42° 07′ 38″ N, 1° 37′ 44″ E / 42.127243°N,1.628848°E | RI-51-0006350 | Castell Tort (Guixers) · Vegeu més fotos d'aquest monument · Carregueu una nova foto d'aquest monument                            |
| Castell de Sisquer                                                                                | BCIN 933-MH | Romànic X-XII                     | Guixers Sisquer                                                          | 42° 08′ 05″ N, 1° 41′ 36″ E / 42.134830°N,1.693221°E | RI-51-0006351 | Castell de Sisquer (Guixers) · Vegeu més fotos d'aquest monument · Carregueu una nova foto d'aquest monument                      |
| Torre de la Corriu                                                                                | BCIN 934-MH | Romànic, obra popular XIII, XVIII | Guixers La Corriu                                                        | 42° 09′ 36″ N, 1° 40′ 20″ E / 42.160114°N,1.672110°E | RI-51-0006352 | Torre de la Corriu (Guixers) · Vegeu més fotos d'aquest monument · Carregueu una nova foto d'aquest monument                      |
| Masia Nogueres, la Foradada                                                                       |             | Obra popular XVIII                | Guixers Ctra. St. Llorenç de Morunys a Tuixent, km 26,2                  | 42° 09′ 02″ N, 1° 35′ 38″ E / 42.150508°N,1.593787°E | IPA-17301     | Masia Nogueres (Guixers) · Vegeu més fotos d'aquest monument · Carregueu una nova foto d'aquest monument                          |
| Església de Sant Climent de Castelltort i cementiri                                               | BCIL 2011   | Romànic XI                        | Guixers Castelltort, ctra. LV-4241, km 27, a 200 m de pista i 20 m a peu | 42° 07′ 39″ N, 1° 37′ 41″ E / 42.127381°N,1.628048°E | IPA-17321     | Església de Sant Climent de Castelltort (Guixers) · Vegeu més fotos d'aquest monument · Carregueu una nova foto d'aquest monument |
| Església de Santa Maria de Valls                                                                  | BCIL 2011   | Romànic, obra popular XI, XVIII   | Guixers Valls, ctra. LV-4142, km 24, a 600 m pista                       | 42° 07′ 58″ N, 1° 40′ 02″ E / 42.132647°N,1.667215°E | IPA-17322     | Església de Santa Maria de Valls (Guixers) · Vegeu més fotos d'aquest monument · Carregueu una nova foto d'aquest monument        |
| Capella de Sant Josep, o Sant Urbà, Sant Pere del Vancell                                         | BCIL 2011   | Barroc XVIII                      | Guixers Masia del Vancell                                                | 42° 07′ 07″ N, 1° 42′ 07″ E / 42.118564°N,1.701980°E | IPA-17323     | Capella de Sant Josep (Guixers) · Vegeu més fotos d'aquest monument · Carregueu una nova foto d'aquest monument                   |
| Església de Sant Pere de Montcalb                                                                 | BCIL 2011   | Romànic XI                        | Guixers Montcalb, ctra. LV-4241, km 20,5, a 9 km pista                   | 42° 09′ 02″ N, 1° 41′ 56″ E / 42.150516°N,1.698998°E | IPA-17324     | Església de Sant Pere de Montcalb (Guixers) · Vegeu més fotos d'aquest monument · Carregueu una nova foto d'aquest monument       |
| Església de Santa Magdalena del Collell                                                           | BCIL 2011   | Romànic X                         | Guixers Montcalb, ctra. LV-4241, km 20,5, a 4,3 km pista                 | 42° 08′ 44″ N, 1° 42′ 14″ E / 42.145643°N,1.703769°E | IPA-17325     | Església de Santa Magdalena del Collell (Guixers) · Vegeu més fotos d'aquest monument · Carregueu una nova foto d'aquest monument |
| Santuari de Santa Maria de Puig-aguilar                                                           | BCIL 2011   | Romànic, barroc XI, XVII          | Guixers La Corriu, ctra. LV-4241, km 23, a 7,8 pista                     | 42° 09′ 20″ N, 1° 39′ 37″ E / 42.155549°N,1.660144°E | IPA-17327     | Santuari de Santa Maria de Puig-aguilar (Guixers) · Vegeu més fotos d'aquest monument · Carregueu una nova foto d'aquest monument |
| Església de Sant Martí de la Corriu                                                               | BCIL 2011   | Romànic, gòtic XI, XVIII          | Guixers La Corriu, ctra. LV-4241, km 23, a 5,4 pista                     | 42° 09′ 06″ N, 1° 39′ 13″ E / 42.151714°N,1.653720°E | IPA-17329     | Església de Sant Martí de la Corriu (Guixers) · Vegeu més fotos d'aquest monument · Carregueu una nova foto d'aquest monument     |
| Església de Sant Serni del Grau, o Sant Sadurní, Sant Serni de Vilamentells, Mare de Déu del Grau | BCIL 2011   | Romànic XI                        | Guixers Vilamantells, ctra. LV-4142, km 30, a 600 m pista                | 42° 08′ 01″ N, 1° 34′ 22″ E / 42.133620°N,1.572847°E | IPA-17331     | Església de Sant Serni del Grau (Guixers) · Vegeu més fotos d'aquest monument · Carregueu una nova foto d'aquest monument         |
| Església de Sant Martí de Guixers i cementiri, o Església de la Trinitat, Sant Martí de Velianes  | BCIL 2011   | Romànic XI, XVII                  | Guixers Velianes, ctra. LV-42441, km 26, a 1.400 m pista                 | 42° 08′ 09″ N, 1° 38′ 39″ E / 42.135871°N,1.644133°E | IPA-17333     | Església de Sant Martí de Guixers · Vegeu més fotos d'aquest monument · Carregueu una nova foto d'aquest monument                 |
| Església de Sant Esteve de Sisquer i rectoria                                                     | BCIL 2011   | Romànic, barroc XI, XVII          | Guixers Sisquer, ctra. LV-4241, km 20,5, a 4 km pista                    | 42° 08′ 03″ N, 1° 41′ 28″ E / 42.134283°N,1.691223°E | IPA-17335     | Església de Sant Esteve de Sisquer (Guixers) · Vegeu més fotos d'aquest monument · Carregueu una nova foto d'aquest monument      |
| Església de Santa Creu d'Ollers, Església de Santa Creu de Morunys                                | BCIL 2011   | Romànic XI                        | Guixers Vilamantells                                                     | 42° 08′ 32″ N, 1° 35′ 12″ E / 42.142160°N,1.586781°E | IPA-17631     | Església de Santa Creu d'Ollers (Guixers) · Vegeu més fotos d'aquest monument · Carregueu una nova foto d'aquest monument         |
| Pont del Molí de Bancells                                                                         |             | Obra popular                      | Guixers Sobre l'Aigua d'Ora                                              | 42° 06′ 47″ N, 1° 42′ 16″ E / 42.112964°N,1.704580°E | IPA-37017     | Pont del Molí de Bancells (Guixers) · Vegeu més fotos d'aquest monument · Carregueu una nova foto d'aquest monument               |
| Molí de Bancells                                                                                  |             | Obra popular XIX-XX               | Guixers Camí a Sant Pere de Graudescales                                 | 42° 06′ 46″ N, 1° 42′ 14″ E / 42.11264°N,1.70396°E   | IPA-40154     | Molí de Bancells (Guixers) · Vegeu més fotos d'aquest monument · Carregueu una nova foto d'aquest monument                        |
| Molí vell del Guix                                                                                |             | Obra popular XIX-XX               | Guixers                                                                  | 42° 07′ 33″ N, 1° 39′ 04″ E / 42.12591°N,1.65098°E   | IPA-40155     | Molí vell del Guix (Guixers) · Vegeu més fotos d'aquest monument · Carregueu una nova foto d'aquest monument                      |
| Molí del Guix                                                                                     |             | Obra popular                      | Guixers                                                                  | 42° 07′ 33″ N, 1° 39′ 04″ E / 42.125874°N,1.650988°E | IPA-40897     | Molí del Guix (Guixers) · Vegeu més fotos d'aquest monument · Carregueu una nova foto d'aquest monument                           |
| Molí de Monegal                                                                                   |             | Obra popular                      | Guixers                                                                  | 42° 08′ 30″ N, 1° 36′ 00″ E / 42.141546°N,1.599945°E | IPA-40898     | Carregueu una nova foto d'aquest monument                                                                                         |
| Molí de Cal Mosqueta                                                                              |             | Obra popular                      | Guixers                                                                  | 42° 09′ 05″ N, 1° 35′ 51″ E / 42.15139°N,1.597518°E  | IPA-40899     | Carregueu una nova foto d'aquest monument                                                                                         |
| Molí de Cal Sastre Barat                                                                          |             | Obra popular XVII-XVIII           | Guixers Ctra. LV-4241                                                    | 42° 07′ 37″ N, 1° 39′ 48″ E / 42.12683°N,1.66338°E   | IPA-40900     | Carregueu una nova foto d'aquest monument                                                                                         |
| Molí del Riu                                                                                      |             | Obra popular                      | Guixers                                                                  | 42° 08′ 27″ N, 1° 40′ 24″ E / 42.140898°N,1.673280°E | IPA-40901     | Carregueu una nova foto d'aquest monument                                                                                         |
| Forn de la Creu dels Camps                                                                        |             | Obra popular                      | Guixers La Corriu                                                        | 42° 09′ 03″ N, 1° 39′ 35″ E / 42.15091°N,1.65982°E   | IPA-40902     | Carregueu una nova foto d'aquest monument                                                                                         |
| Molí de la Font del Pi                                                                            |             | Obra popular XVII-XVIII           | Guixers                                                                  | 42° 10′ 15″ N, 1° 44′ 11″ E / 42.17077°N,1.73636°E   | IPA-40903     | Carregueu una nova foto d'aquest monument                                                                                         |
| Molí de la Corriu                                                                                 |             | Obra popular XVII-XVIII           | Guixers                                                                  | 42° 09′ 23″ N, 1° 40′ 44″ E / 42.15643°N,1.67894°E   | IPA-40904     | Molí de la Corriu (Guixers) · Vegeu més fotos d'aquest monument · Carregueu una nova foto d'aquest monument                       |

## Lladurs
Vegeu la llista de monuments de Lladurs

## Llobera
| Monument                                                                         | Protecció   | Estil/època                                     | Localització                                              | Coordenades                                          | Codi?         | Imatge |
| -------------------------------------------------------------------------------- | ----------- | ----------------------------------------------- | --------------------------------------------------------- | ---------------------------------------------------- | ------------- | --- |
| Castell de Llobera                                                               | BCIN 994-MH | Romànic, gòtic XI, XIII-XVII                    | Llobera Ctra. C-451, km 47, a 1.900 m pista asfaltada     | 41° 57′ 05″ N, 1° 28′ 12″ E / 41.951417°N,1.470026°E | RI-51-0006385 | Castell de Llobera · Vegeu més fotos d'aquest monument · Carregueu una nova foto d'aquest monument                                  |
| Torre o Castell de Peracamps                                                     | BCIN 995-MH | Romànic X-XI                                    | Llobera Peracamps                                         | 41° 55′ 00″ N, 1° 26′ 09″ E / 41.916705°N,1.435833°E | RI-51-0006386 | Torre de Peracamps (Llobera) · Vegeu més fotos d'aquest monument · Carregueu una nova foto d'aquest monument                        |
| Creu de terme de la Vila                                                         |             | Gòtic XV                                        | Llobera Ctra. C-451, km 46,4, a 600 m pista a Mas Castell | 41° 56′ 33″ N, 1° 28′ 38″ E / 41.942499°N,1.477279°E | IPA-407       | Creu de terme de la Vila (Llobera) · Vegeu més fotos d'aquest monument · Carregueu una nova foto d'aquest monument                  |
| Església de Sant Quirze de la Coma, de Sant Quiro o Quico, Sant Quirze de Bacons | BCIL 2012   | Romànic, barroc XI, XVII                        | Llobera Casa Coma                                         | 41° 56′ 03″ N, 1° 28′ 07″ E / 41.934254°N,1.468715°E | IPA-17351     | Església de Sant Quirze de la Coma (Llobera) · Vegeu més fotos d'aquest monument · Carregueu una nova foto d'aquest monument        |
| Església de Sant Pere Màrtir de Peracamps, o Santa Maria de Peracamps            | BCIL 2012   | Romànic XI                                      | Llobera Peracamps                                         | 41° 54′ 57″ N, 1° 26′ 11″ E / 41.915929°N,1.436306°E | IPA-17353     | Església de Sant Pere Màrtir de Peracamps (Llobera) · Vegeu més fotos d'aquest monument · Carregueu una nova foto d'aquest monument |
| Església de Sant Pere de la Sala, o Sant Pere de Comajuncosa                     | BCIL 2012   | Romànic, barroc, neoclassicisme XII-XVII, XVIII | Llobera Peracamps                                         | 41° 54′ 00″ N, 1° 27′ 23″ E / 41.899934°N,1.456311°E | IPA-17354     | Església de Sant Pere de la Sala (Llobera) · Vegeu més fotos d'aquest monument · Carregueu una nova foto d'aquest monument          |
| Església de Sant Pere Màrtir de Peracamps                                        | BCIL 2012   | Monumentalisme academicista 1943-1945           | Llobera Hostal Nou, Peracamps                             | 41° 55′ 20″ N, 1° 27′ 48″ E / 41.922263°N,1.463364°E | IPA-17355     | Església de Sant Pere Màrtir de Peracamps (Llobera) · Vegeu més fotos d'aquest monument · Carregueu una nova foto d'aquest monument |
| Capella de Sant Isidre, Santa Magdalena                                          | BCIL 2012   | Barroc XVII                                     | Llobera Casa Falou                                        | 41° 55′ 24″ N, 1° 28′ 27″ E / 41.923274°N,1.474181°E | IPA-17357     | Capella de Sant Isidre (Llobera) · Vegeu més fotos d'aquest monument · Carregueu una nova foto d'aquest monument                    |
| Església de Sant Pere de Llobera                                                 | BCIL 2012   | Romànic, gòtic, barroc XI-XIV, XVII             | Llobera Ctra. C-451, km 47                                | 41° 57′ 03″ N, 1° 28′ 22″ E / 41.950698°N,1.472731°E | IPA-17358     | Església de Sant Pere de Llobera · Vegeu més fotos d'aquest monument · Carregueu una nova foto d'aquest monument                    |
| Església de Santa Maria de Montraveta                                            | BCIL 2012   | Romànic, barroc XI, XVII-XVIII                  | Llobera Ctra. C-451, km 43,4, a 1.200 m pista             | 41° 55′ 26″ N, 1° 26′ 21″ E / 41.923986°N,1.439233°E | IPA-17359     | Església de Santa Maria de Montraveta (Llobera) · Vegeu més fotos d'aquest monument · Carregueu una nova foto d'aquest monument     |
| Església de Santa Maria de Torredenegó                                           | BCIL 2012   | Romànic, barroc XII-XIII, XVII                  | Llobera Torredenegó                                       | 41° 54′ 46″ N, 1° 29′ 31″ E / 41.912883°N,1.491893°E | IPA-17361     | Església de Santa Maria de Torredenegó (Llobera) · Vegeu més fotos d'aquest monument · Carregueu una nova foto d'aquest monument    |
| Miravalls                                                                        |             | Obra popular XIX                                | Llobera Camí de Miravalls                                 | 41° 54′ 30″ N, 1° 25′ 16″ E / 41.908373°N,1.421211°E | IPA-34635     | Mas de Miravalls (Llobera) · Vegeu més fotos d'aquest monument · Carregueu una nova foto d'aquest monument                          |

## La Molsosa
| Monument                                          | Protecció    | Estil/època               | Localització                              | Coordenades                                          | Codi?         | Imatge |
| ------------------------------------------------- | ------------ | ------------------------- | ----------------------------------------- | ---------------------------------------------------- | ------------- | --- |
| Castell de la Molsosa                             | BCIN 1051-MH | Medieval                  | La Molsosa                                | 41° 47′ 12″ N, 1° 33′ 33″ E / 41.786532°N,1.559067°E | RI-51-0006390 | Castell de la Molsosa · Vegeu més fotos d'aquest monument · Carregueu una nova foto d'aquest monument                          |
| Castell d'Enfesta                                 | BCIN 1052-MH | Obra popular XIV          | La Molsosa                                | 41° 46′ 40″ N, 1° 28′ 35″ E / 41.777916°N,1.476331°E | RI-51-0006391 | Castell d'Enfesta (la Molsosa) · Vegeu més fotos d'aquest monument · Carregueu una nova foto d'aquest monument                 |
| Església vella de la Molsosa, església parroquial |              | Romànic XII               | La Molsosa                                | 41° 47′ 11″ N, 1° 33′ 31″ E / 41.78639°N,1.55852°E   | IPA-17364     | Església vella de la Molsosa · Vegeu més fotos d'aquest monument · Carregueu una nova foto d'aquest monument                   |
| Capella de Santa Eulàlia                          |              | Romànic XI-XII            | La Molsosa                                | 41° 46′ 55″ N, 1° 30′ 52″ E / 41.78193°N,1.51454°E   | IPA-17365     | Capella de Santa Eulàlia (la Molsosa) · Vegeu més fotos d'aquest monument · Carregueu una nova foto d'aquest monument          |
| Vila-seca                                         |              | Obra popular              | La Molsosa A prop del nucli de la Molsosa | 41° 47′ 05″ N, 1° 33′ 14″ E / 41.78486°N,1.55396°E   | IPA-17366     | Vila-seca (la Molsosa) · Vegeu més fotos d'aquest monument · Carregueu una nova foto d'aquest monument                         |
| Mas Puigpelat                                     |              | Obra popular              | La Molsosa A prop del puig de Puigpelat   | 41° 47′ 01″ N, 1° 30′ 42″ E / 41.78363°N,1.51163°E   | IPA-17367     | Mas Puigpelat (la Molsosa) · Vegeu més fotos d'aquest monument · Carregueu una nova foto d'aquest monument                     |
| Vilansosa                                         |              | Obra popular              | La Molsosa                                | 41° 47′ 08″ N, 1° 32′ 08″ E / 41.78568°N,1.53550°E   | IPA-17368     | Mas Vilaançosa (la Molsosa) · Vegeu més fotos d'aquest monument · Carregueu una nova foto d'aquest monument                    |
| Les Basses                                        |              | Obra popular XIX          | La Molsosa Dreta el torrent de Quadrells  | 41° 45′ 23″ N, 1° 31′ 55″ E / 41.75647°N,1.53199°E   | IPA-17370     | Mas de les Basses (la Molsosa) · Vegeu més fotos d'aquest monument · Carregueu una nova foto d'aquest monument                 |
| Església de Santa Maria d'Enfesta                 |              | Gòtic XII-XIII            | La Molsosa                                | 41° 46′ 44″ N, 1° 28′ 34″ E / 41.77875°N,1.47608°E   | IPA-17372     | Església de Santa Maria d'Enfesta (la Molsosa) · Vegeu més fotos d'aquest monument · Carregueu una nova foto d'aquest monument |
| Església de Sant Ponç de Prades de la Molsosa     |              | Romànic, barroc XII, XVII | La Molsosa                                | 41° 47′ 52″ N, 1° 34′ 47″ E / 41.79790°N,1.57968°E   | IPA-17374     | Església de Sant Ponç de Prades de la Molsosa · Vegeu més fotos d'aquest monument · Carregueu una nova foto d'aquest monument  |
| Església parroquial de la Molsosa                 |              | Historicisme XX           | La Molsosa Solana de la Passada           | 41° 47′ 09″ N, 1° 32′ 37″ E / 41.78574°N,1.54374°E   | IPA-17376     | Església parroquial de la Molsosa · Vegeu més fotos d'aquest monument · Carregueu una nova foto d'aquest monument              |
| Molí de Més Amunt                                 |              | Obra popular XVIII        | La Molsosa Dreta del torrent de Quadrells |                                                      | IPA-37127     | Carregueu una nova foto d'aquest monument                                                                                      |
| Molí Nou                                          |              | Obra popular XVIII        | La Molsosa Dreta el terme dels Quadrells  |                                                      | IPA-37128     | Carregueu una nova foto d'aquest monument                                                                                      |
| Molí Nou Pelador, o Pelador                       |              | Obra popular XVIII        | La Molsosa Dreta el terme dels Quadrells  |                                                      | IPA-37129     | Carregueu una nova foto d'aquest monument                                                                                      |
| Molí de Santa Eulàlia                             |              | Obra popular XVIII        | La Molsosa Dreta del torrent de Quadrells | 41° 46′ 57″ N, 1° 30′ 50″ E / 41.782407°N,1.513783°E | IPA-37130     | Molí de Santa Eulàlia (la Molsosa) · Vegeu més fotos d'aquest monument · Carregueu una nova foto d'aquest monument             |
| Molí Vell                                         |              | Obra popular XIII         | La Molsosa Dreta el terme de Quadrells    |                                                      | IPA-37131     | Molí Vell (la Molsosa) · Vegeu més fotos d'aquest monument · Carregueu una nova foto d'aquest monument                         |

## Navès
Vegeu la llista de monuments de Navès

## Odèn
| Monument                                  | Protecció    | Estil/època                        | Localització                                     | Coordenades                                          | Codi?         | Imatge |
| ----------------------------------------- | ------------ | ---------------------------------- | ------------------------------------------------ | ---------------------------------------------------- | ------------- | --- |
| Castell d'Odèn                            | BCIN 1119-MH | Obra popular Medieval              | Odèn                                             | 42° 08′ 00″ N, 1° 27′ 19″ E / 42.133445°N,1.455242°E | RI-51-0006405 | Castell d'Odèn · Vegeu més fotos d'aquest monument · Carregueu una nova foto d'aquest monument                                   |
| Castell de Cambrils                       | BCIN 1120-MH | Medieval                           | Odèn Cambrils                                    | 42° 07′ 56″ N, 1° 23′ 16″ E / 42.132251°N,1.387909°E | RI-51-0006406 | Castell de Cambrils (Odèn) · Vegeu més fotos d'aquest monument · Carregueu una nova foto d'aquest monument                       |
| Església de Sant Just                     |              | Romànic XI                         | Odèn La Valldan                                  | 42° 05′ 13″ N, 1° 20′ 49″ E / 42.086833°N,1.346965°E | IPA-17346     | Església de Sant Just (Odèn) · Vegeu més fotos d'aquest monument · Carregueu una nova foto d'aquest monument                     |
| Església de Sant Julià de Canalda         | BCIL 2017    | Romànic IX, XI-XII                 | Odèn Canalda                                     | 42° 07′ 23″ N, 1° 31′ 09″ E / 42.123007°N,1.519245°E | IPA-17437     | Església de Sant Julià de Canalda (Odèn) · Vegeu més fotos d'aquest monument · Carregueu una nova foto d'aquest monument         |
| Casa Nova de Canalda, Can Costa           | BCIL 2017    | Obra popular XVI-XVIII             | Odèn Canalda                                     | 42° 07′ 24″ N, 1° 31′ 07″ E / 42.123415°N,1.518536°E | IPA-17438     | Casa Nova de Canalda (Odèn) · Vegeu més fotos d'aquest monument · Carregueu una nova foto d'aquest monument                      |
| Cova de la Fada, Balma de la Rita         | BCIL 2017    | Obra popular XVIII-XIX             | Odèn Canalda, sector encinglerat Roca de Canalda | 42° 07′ 38″ N, 1° 30′ 04″ E / 42.127251°N,1.500986°E | IPA-17439     | Cova de la Fada (Odèn) · Vegeu més fotos d'aquest monument · Carregueu una nova foto d'aquest monument                           |
| Sant Martí de Cambrils                    | BCIL 2017    | Romànic, obra popular XI-XII, XVII | Odèn Cambrils                                    | 42° 07′ 59″ N, 1° 23′ 14″ E / 42.133086°N,1.387343°E | IPA-30563     | Sant Martí de Cambrils (Odèn) · Vegeu més fotos d'aquest monument · Carregueu una nova foto d'aquest monument                    |
| Ermita de Sant Quintí de Cambrils         | BCIL 2017    | Romànic XII                        | Odèn Cambrils                                    | 42° 08′ 06″ N, 1° 24′ 22″ E / 42.134996°N,1.406091°E | IPA-30565     | Ermita de Sant Quintí de Cambrils (Odèn) · Vegeu més fotos d'aquest monument · Carregueu una nova foto d'aquest monument         |
| Camí de Cambrils a Oliana                 |              |                                    | Odèn                                             | 42° 05′ 43″ N, 1° 21′ 39″ E / 42.095305°N,1.360944°E | IPA-30566     | Camí de Cambrils a Oliana (Odèn) · Vegeu més fotos d'aquest monument · Carregueu una nova foto d'aquest monument                 |
| Santa Cecília d'Odèn                      | BCIL 2017    | Romànic XII                        | Odèn                                             | 42° 07′ 58″ N, 1° 27′ 18″ E / 42.132855°N,1.454997°E | IPA-30568     | Santa Cecília d'Odèn · Vegeu més fotos d'aquest monument · Carregueu una nova foto d'aquest monument                             |
| Església de Sant Miquel del Soler de Dalt | BCIL 2017    | Romànic XII                        | Odèn Mas Soler de Dalt                           | 42° 07′ 10″ N, 1° 28′ 18″ E / 42.119442°N,1.471581°E | IPA-30569     | Església de Sant Miquel del Soler de Dalt (Odèn) · Vegeu més fotos d'aquest monument · Carregueu una nova foto d'aquest monument |
| Sant Just i Sant Pastor de la Valldan     | BCIL 2017    | Romànic XII                        | Odèn La Valldan                                  | 42° 05′ 39″ N, 1° 20′ 58″ E / 42.094102°N,1.349560°E | IPA-30570     | Sant Just i Sant Pastor de la Valldan (Odèn) · Vegeu més fotos d'aquest monument · Carregueu una nova foto d'aquest monument     |
| Santa Eugènia de la Móra Comdal           | BCIL 2017    | Romànic XII                        | Odèn Vora el torrent de la Móra Comdal           | 42° 06′ 47″ N, 1° 20′ 37″ E / 42.112999°N,1.343491°E | IPA-30573     | Santa Eugènia de la Móra Comdal (Odèn) · Vegeu més fotos d'aquest monument · Carregueu una nova foto d'aquest monument           |
| Santa Magdalena del Sàlzer                | BCIL 2017    | Romànic XII                        | Odèn                                             | 42° 06′ 39″ N, 1° 22′ 20″ E / 42.110934°N,1.372253°E | IPA-30574     | Santa Magdalena del Sàlzer (Odèn) · Vegeu més fotos d'aquest monument · Carregueu una nova foto d'aquest monument                |
| El Call d'Odèn                            |              | Obra popular Medieval, XVIII, XX   | Odèn Ctra. Coll de Jou a Cambrils, km 27         | 42° 08′ 18″ N, 1° 27′ 17″ E / 42.138314°N,1.454761°E | IPA-39586     | El Call d'Odèn · Vegeu més fotos d'aquest monument · Carregueu una nova foto d'aquest monument                                   |
| Molí de Cabanetes                         |              |                                    | Odèn Cambrils                                    | 42° 07′ 55″ N, 1° 23′ 34″ E / 42.131973°N,1.392708°E | IPA-41382     | Molí de Cabanetes (Odèn) · Vegeu més fotos d'aquest monument · Carregueu una nova foto d'aquest monument                         |
| Forn de Cabanetes                         |              | Obra popular XIX-XX                | Odèn Cambrils                                    | 42° 07′ 56″ N, 1° 23′ 33″ E / 42.132283°N,1.392492°E | IPA-41384     | Forn de Cabanetes (Odèn) · Vegeu més fotos d'aquest monument · Carregueu una nova foto d'aquest monument                         |
| Molí de les Salines                       |              | Obra popular                       | Odèn                                             | 42° 08′ 02″ N, 1° 23′ 29″ E / 42.13399°N,1.39126°E   | IPA-41392     | Molí de les Salines (Odèn) · Vegeu més fotos d'aquest monument · Carregueu una nova foto d'aquest monument                       |
| Molí de Riulacó                           |              | Obra popular XIX-XX                | Odèn                                             | 42° 07′ 50″ N, 1° 27′ 47″ E / 42.130614°N,1.463107°E | IPA-41393     | Carregueu una nova foto d'aquest monument                                                                                        |
| Molí de Sant Quintí                       |              | Obra popular XIX-XX                | Odèn                                             |                                                      | IPA-41394     | Carregueu una nova foto d'aquest monument                                                                                        |
| Molí del Soler de Baix                    |              | Obra popular XIX-XX                | Odèn                                             | 42° 07′ 24″ N, 1° 27′ 47″ E / 42.123406°N,1.462950°E | IPA-41395     | Carregueu una nova foto d'aquest monument                                                                                        |

## Olius
Vegeu la llista de monuments d'Olius

## Pinell de Solsonès
Vegeu la llista de monuments de Pinell de Solsonès

## Pinós
| Monument                                    | Protecció    | Estil/època                   | Localització                                                   | Coordenades                                          | Codi?         | Imatge |
| ------------------------------------------- | ------------ | ----------------------------- | -------------------------------------------------------------- | ---------------------------------------------------- | ------------- | --- |
| Castell d'Ardèvol                           | BCIN 1244-MH | Romànic XIII                  | Pinós                                                          | 41° 51′ 06″ N, 1° 31′ 08″ E / 41.85175°N,1.51897°E   | RI-51-0006429 | Castell d'Ardèvol (Pinós) · Vegeu més fotos d'aquest monument · Carregueu una nova foto d'aquest monument                           |
| Tristany                                    | BCIN 1245-MH | XI                            | Pinós                                                          | 41° 52′ 15″ N, 1° 32′ 25″ E / 41.87078°N,1.54029°E   | RI-51-0006430 | Casa Tristany (Pinós) · Vegeu més fotos d'aquest monument · Carregueu una nova foto d'aquest monument                               |
| Santuari de Santa Maria de Pinós            |              | Gòtic tardà, renaixement XVII | Pinós Des d'Ardèvol pista al Santuari de Pinós de 7 km         | 41° 50′ 17″ N, 1° 32′ 24″ E / 41.83804°N,1.54010°E   | IPA-17539     | Santuari de Santa Maria de Pinós (Pinós) · Vegeu més fotos d'aquest monument · Carregueu una nova foto d'aquest monument            |
| Carrer i plaça de l'Església de Pinós       |              | Obra popular XVII             | Pinós C. de l'Església i pl. de l'Església                     | 41° 49′ 38″ N, 1° 32′ 31″ E / 41.82720°N,1.54184°E   | IPA-17540     | Carrer i plaça de l'Església de Pinós · Vegeu més fotos d'aquest monument · Carregueu una nova foto d'aquest monument               |
| Hostal del Santuari de Pinós                |              | Barroc XVII                   | Pinós Des d'Ardèvol pista al Santuari de Pinós, 7 km           | 41° 50′ 16″ N, 1° 32′ 24″ E / 41.83784°N,1.54008°E   | IPA-17541     | Hostal del Santuari de Pinós · Vegeu més fotos d'aquest monument · Carregueu una nova foto d'aquest monument                        |
| Creu de terme de Pinós                      |              | Gòtic XV                      | Pinós                                                          | 41° 50′ 16″ N, 1° 32′ 23″ E / 41.83781°N,1.53975°E   | IPA-17544     | Creu de terme de Pinós · Vegeu més fotos d'aquest monument · Carregueu una nova foto d'aquest monument                              |
| Església de Sant Vicenç de Pinós            |              | Romànic XII                   | Pinós Ctra. de Vallmanya a Calaf, km 5, pista mà dreta a Pinós | 41° 49′ 38″ N, 1° 32′ 30″ E / 41.82728°N,1.54177°E   | IPA-17545     | Església de Sant Vicenç de Pinós (Pinós) · Vegeu més fotos d'aquest monument · Carregueu una nova foto d'aquest monument            |
| Sant Pere de Vallmanya                      |              | Barroc XVII                   | Pinós Ctra. de Vallmanya a Calaf                               | 41° 49′ 51″ N, 1° 35′ 16″ E / 41.83077°N,1.58781°E   | IPA-17547     | Sant Pere de Vallmanya (Pinós) · Vegeu més fotos d'aquest monument · Carregueu una nova foto d'aquest monument                      |
| Bonsfills                                   |              | Obra popular XVIII            | Pinós Ctra. de Saló a Vallmanya, km 5,5 pista a mà esquerra    | 41° 49′ 54″ N, 1° 36′ 24″ E / 41.83155°N,1.60656°E   | IPA-17553     | Bonsfills (Pinós) · Vegeu més fotos d'aquest monument · Carregueu una nova foto d'aquest monument                                   |
| Santa Maria d'Ardèvol                       |              | Barroc XVII                   | Pinós Pl. de l'Església                                        | 41° 51′ 06″ N, 1° 31′ 09″ E / 41.85162°N,1.51927°E   | IPA-17555     | Santa Maria d'Ardèvol (Pinós) · Vegeu més fotos d'aquest monument · Carregueu una nova foto d'aquest monument                       |
| Oliva d'Ardèvol                             |              | Obra popular XVII-XVIII       | Pinós Ardèvol                                                  | 41° 50′ 20″ N, 1° 29′ 31″ E / 41.83878°N,1.49200°E   | IPA-17556     | Oliva d'Ardèvol (Pinós) · Vegeu més fotos d'aquest monument · Carregueu una nova foto d'aquest monument                             |
| Masia de Fornells                           |              | Obra popular XIV              | Pinós                                                          | 41° 52′ 26″ N, 1° 34′ 43″ E / 41.87388°N,1.57868°E   | IPA-17592     | Masia de Fornells (Pinós) · Vegeu més fotos d'aquest monument · Carregueu una nova foto d'aquest monument                           |
| Masia de Miralles                           |              | Obra popular XIII, XVIII      | Pinós                                                          | 41° 52′ 38″ N, 1° 34′ 18″ E / 41.87716°N,1.57178°E   | IPA-17594     | Masia de Miralles (Pinós) · Vegeu més fotos d'aquest monument · Carregueu una nova foto d'aquest monument                           |
| Capella de Miralles                         |              | Romànic XI                    | Pinós Ctra. de Su a Cardona                                    | 41° 52′ 41″ N, 1° 34′ 18″ E / 41.87801°N,1.57158°E   | IPA-17595     | Capella de Miralles (Pinós) · Vegeu més fotos d'aquest monument · Carregueu una nova foto d'aquest monument                         |
| Pont antic de Malagarriga, Pont de Marbusca | BCIL 2015    | Obra popular XIII, XV         | Pinós Sobre el Cardener                                        | 41° 53′ 31″ N, 1° 42′ 55″ E / 41.89187°N,1.71528°E   | IPA-37011     | Carregueu una nova foto d'aquest monument                                                                                           |
| Pont de Malagarriga                         |              | Obra popular XX               | Pinós Sobre el riu Cardener                                    | 41° 53′ 31″ N, 1° 42′ 56″ E / 41.89206°N,1.71560°E   | IPA-37012     | Pont de Malagarriga (Pinós) · Vegeu més fotos d'aquest monument · Carregueu una nova foto d'aquest monument                         |
| Molí de Torrescassana                       |              | Obra popular                  | Pinós                                                          | 41° 51′ 48″ N, 1° 36′ 27″ E / 41.86337°N,1.60757°E   | IPA-40921     | Molí de Torrescassana (Pinós) · Vegeu més fotos d'aquest monument · Carregueu una nova foto d'aquest monument                       |
| Molí de Plaixats, Molí de Duarri            |              | Obra popular                  | Pinós                                                          | 41° 51′ 57″ N, 1° 35′ 20″ E / 41.86595°N,1.58877°E   | IPA-40922     | Molí de Plaixats (Pinós) · Vegeu més fotos d'aquest monument · Carregueu una nova foto d'aquest monument                            |
| Moragues                                    |              | Obra popular XVIII            | Pinós Ardèvol                                                  | 41° 50′ 56″ N, 1° 30′ 10″ E / 41.84881°N,1.50291°E   | IPA-17558     | Moragues (Pinós) · Vegeu més fotos d'aquest monument · Carregueu una nova foto d'aquest monument                                    |
| Església de Sant Pere de Matamargó          |              | Barroc XVII                   | Pinós Matamargó                                                | 41° 51′ 33″ N, 1° 36′ 32″ E / 41.85904°N,1.60882°E   | IPA-17563     | Església de Sant Pere de Matamargó (Pinós) · Vegeu més fotos d'aquest monument · Carregueu una nova foto d'aquest monument          |
| Les Cases de Matamargó                      |              | Obra popular XVII             | Pinós Matamargó                                                | 41° 51′ 24″ N, 1° 36′ 38″ E / 41.85657°N,1.61068°E   | IPA-17564     | Les Cases de Matamargó (Pinós) · Vegeu més fotos d'aquest monument · Carregueu una nova foto d'aquest monument                      |
| Torrescassana                               |              | Obra popular XVII, XIX        | Pinós Matamargó, pista a Torrescassana                         | 41° 51′ 57″ N, 1° 36′ 26″ E / 41.86574°N,1.60732°E   | IPA-17565     | Torrescassana (Pinós) · Vegeu més fotos d'aquest monument · Carregueu una nova foto d'aquest monument                               |
| Església de Sant Just d'Ardèvol             |              | Renaixement XVI               | Pinós Sant Just d'Ardèvol, ctra. al Miracle                    | 41° 52′ 57″ N, 1° 31′ 00″ E / 41.88263°N,1.51665°E   | IPA-17560     | Església de Sant Just d'Ardèvol (Pinós) · Vegeu més fotos d'aquest monument · Carregueu una nova foto d'aquest monument             |
| Carrer de l'Església de Sant Just d'Ardèvol |              | XV                            | Pinós Sant Just d'Ardèvol                                      | 41° 52′ 57″ N, 1° 31′ 00″ E / 41.88261°N,1.51674°E   | IPA-17561     | Carrer de l'Església de Sant Just d'Ardèvol (Pinós) · Vegeu més fotos d'aquest monument · Carregueu una nova foto d'aquest monument |
| Cal Torra                                   |              | Gòtic tardà XVIII             | Pinós Km 9,7 a la ctra. Miracle                                | 41° 52′ 58″ N, 1° 31′ 00″ E / 41.88273°N,1.51659°E   | IPA-17562     | Cal Torra (Pinós) · Vegeu més fotos d'aquest monument · Carregueu una nova foto d'aquest monument                                   |
| Cal Prat de Vallmanya                       |              | Obra popular XIX              | Pinós Vallmanya, ctra. a Calaf                                 | 41° 49′ 43″ N, 1° 35′ 31″ E / 41.82860°N,1.59187°E   | IPA-17549     | Cal Prat de Vallmanya (Pinós) · Vegeu més fotos d'aquest monument · Carregueu una nova foto d'aquest monument                       |
| Església de Sant Miquel de Vallmanya        |              | Romànic XII                   | Pinós Vallmanya, Can Prat                                      | 41° 49′ 50″ N, 1° 35′ 27″ E / 41.83049°N,1.59083°E   | IPA-17550     | Església de Sant Miquel de Vallmanya (Pinós) · Vegeu més fotos d'aquest monument · Carregueu una nova foto d'aquest monument        |
| Oliva de Vallmanya                          |              | Obra popular XVII             | Pinós Vallmanya, camí a Salo                                   | 41° 49′ 59″ N, 1° 36′ 11″ E / 41.83317°N,1.60319°E   | IPA-17551     | Oliva de Vallmanya (Pinós) · Vegeu més fotos d'aquest monument · Carregueu una nova foto d'aquest monument                          |
| Cal Sala de Vallmanya                       |              | Obra popular XVIII            | Pinós Vallmanya, camí a Calaf                                  | 41° 49′ 07″ N, 1° 34′ 13″ E / 41.81863°N,1.57037°E   | IPA-17552     | Cal Sala (Pinós) · Vegeu més fotos d'aquest monument · Carregueu una nova foto d'aquest monument                                    |
| Molí de Fornells                            |              | Obra popular                  | Pinós                                                          | 41° 52′ 19″ N, 1° 34′ 49″ E / 41.87193°N,1.58025°E   | IPA-40920     | Carregueu una nova foto d'aquest monument                                                                                           |
| Molí de Vallverdú                           |              | Obra popular                  | Pinós                                                          | 41° 47′ 40″ N, 1° 30′ 42″ E / 41.794501°N,1.511712°E | IPA-40923     | Carregueu una nova foto d'aquest monument                                                                                           |
| Molí de Moixons                             |              | Obra popular XVIII            | Pinós                                                          | 41° 52′ 18″ N, 1° 31′ 13″ E / 41.8718°N,1.52031°E    | IPA-40924     | Molí de Moixons (Pinós) · Vegeu més fotos d'aquest monument · Carregueu una nova foto d'aquest monument                             |

## Riner
| Monument                                                 | Protecció      | Estil/època                    | Localització                                   | Coordenades                                          | Codi?         | Imatge |
| -------------------------------------------------------- | -------------- | ------------------------------ | ---------------------------------------------- | ---------------------------------------------------- | ------------- | --- |
| Santuari del Miracle i Casa Gran                         | BCIN 385-MH-EN | Barroc, gòtic tardà XVII-XVIII | Riner Pl. del Santuari, el Miracle             | 41° 54′ 53″ N, 1° 31′ 31″ E / 41.914717°N,1.525164°E | RI-51-0012105 | Santuari del Miracle (Riner) · Vegeu més fotos d'aquest monument · Carregueu una nova foto d'aquest monument                       |
| Castell de Riner                                         | BCIN 1366-MH   | Romànic XII-XIII, XIV-XV       | Riner                                          | 41° 56′ 28″ N, 1° 33′ 50″ E / 41.941248°N,1.563772°E | RI-51-0006463 | Castell de Riner · Vegeu més fotos d'aquest monument · Carregueu una nova foto d'aquest monument                                   |
| Creu dels Roures                                         | BCIN 3940-MH   | Obra popular XVII-XVIII        | Riner El Miracle                               | 41° 54′ 35″ N, 1° 31′ 39″ E / 41.909724°N,1.527472°E | IPA-35130     | Creu dels Roures (Riner) · Vegeu més fotos d'aquest monument · Carregueu una nova foto d'aquest monument                           |
| Casa Martina                                             |                | Obra popular XIII, XVII        | Riner Freixinet, ctra. a Su                    | 41° 56′ 13″ N, 1° 34′ 31″ E / 41.936809°N,1.575385°E | IPA-17573     | Casa Martina (Riner) · Vegeu més fotos d'aquest monument · Carregueu una nova foto d'aquest monument                               |
| Masia de Can Ballesters                                  |                | Obra popular XII, XVII         | Riner Ctra. Riner al Miracle                   | 41° 56′ 43″ N, 1° 33′ 41″ E / 41.945150°N,1.561338°E | IPA-17574     | Masia de Can Ballesters (Riner) · Vegeu més fotos d'aquest monument · Carregueu una nova foto d'aquest monument                    |
| Església parroquial de Sant Martí de Riner               | BCIL 2010      | Obra popular XVIII             | Riner Ctra. Solsona-Manresa                    | 41° 56′ 30″ N, 1° 33′ 49″ E / 41.941576°N,1.563674°E | IPA-17575     | Església parroquial de Sant Martí de Riner (Riner) · Vegeu més fotos d'aquest monument · Carregueu una nova foto d'aquest monument |
| Església de Sant Cristòfol de Freixinet                  | BCIL 2010      | Obra popular, barroc XVII      | Riner Freixinet                                | 41° 55′ 21″ N, 1° 34′ 05″ E / 41.922595°N,1.567947°E | IPA-17577     | Església de Sant Cristòfol de Freixinet (Riner) · Vegeu més fotos d'aquest monument · Carregueu una nova foto d'aquest monument    |
| Masia de Villorbina                                      | BCIL 2010      | Obra popular XIII, XVIII       | Riner Freixinet, ctra. a Su                    | 41° 55′ 09″ N, 1° 35′ 12″ E / 41.919112°N,1.586746°E | IPA-17578     | Masia de Villorbina (Riner) · Vegeu més fotos d'aquest monument · Carregueu una nova foto d'aquest monument                        |
| Can Vendrell                                             | BCIL 2010      | Gòtic tardà XI, XVI            | Riner Su                                       | 41° 53′ 18″ N, 1° 33′ 50″ E / 41.888235°N,1.563965°E | IPA-17582     | Can Vendrell (Riner) · Vegeu més fotos d'aquest monument · Carregueu una nova foto d'aquest monument                               |
| Can Ribalta                                              | BCIL 2010      | Obra popular XV                | Riner Su                                       | 41° 53′ 20″ N, 1° 33′ 52″ E / 41.888777°N,1.564477°E | IPA-17584     | Can Ribalta (Riner) · Vegeu més fotos d'aquest monument · Carregueu una nova foto d'aquest monument                                |
| Carrer Fosc de Su                                        | BCIL 2010      | Obra popular XIII              | Riner Su                                       | 41° 53′ 17″ N, 1° 33′ 51″ E / 41.888103°N,1.564287°E | IPA-17585     | Carrer Fosc de Su (Riner) · Vegeu més fotos d'aquest monument · Carregueu una nova foto d'aquest monument                          |
| Rectoria de Su                                           | BCIL 2010      | Obra popular XV                | Riner Pl. de l'Església, Su                    | 41° 53′ 17″ N, 1° 33′ 49″ E / 41.888180°N,1.563568°E | IPA-17586     | Rectoria de Su (Riner) · Vegeu més fotos d'aquest monument · Carregueu una nova foto d'aquest monument                             |
| Església de Santa Maria de Su                            | BCIL 2010      | Barroc, obra popular XVIII     | Riner Pl. Església, Su                         | 41° 53′ 18″ N, 1° 33′ 50″ E / 41.888417°N,1.563810°E | IPA-17587     | Església de Santa Maria de Su (Riner) · Vegeu més fotos d'aquest monument · Carregueu una nova foto d'aquest monument              |
| Masia de la Carral                                       | BCIL 2010      | Obra popular XVI               | Riner Ctra. Miracle a Su, el Miracle           | 41° 54′ 12″ N, 1° 32′ 18″ E / 41.903316°N,1.538243°E | IPA-17588     | Masia de la Carral (Riner) · Vegeu més fotos d'aquest monument · Carregueu una nova foto d'aquest monument                         |
| Conjunt de l'Avellanosa                                  | BCIL 2010      | Obra popular XII, XVI          | Riner Ctra. Miracle a Su                       | 41° 54′ 27″ N, 1° 33′ 07″ E / 41.907439°N,1.551984°E | IPA-17590     | Conjunt de l'Avellanosa (Riner) · Vegeu més fotos d'aquest monument · Carregueu una nova foto d'aquest monument                    |
| Capella de l'Avellanosa                                  | BCIL 2010      | Obra popular XVII              | Riner Ctra. Miracle a Su                       | 41° 54′ 27″ N, 1° 33′ 06″ E / 41.907564°N,1.551541°E | IPA-17591     | Capella de l'Avellanosa (Riner) · Vegeu més fotos d'aquest monument · Carregueu una nova foto d'aquest monument                    |
| Església i Masia de Sant Diumenge                        | BCIL 2010      | Gòtic, obra popular XIV-XV     | Riner Ctra. a Su, dalt d'un serrat             | 41° 53′ 52″ N, 1° 34′ 02″ E / 41.897881°N,1.567233°E | IPA-17596     | Església i Masia de Sant Diumenge (Riner) · Vegeu més fotos d'aquest monument · Carregueu una nova foto d'aquest monument          |
| Masia de Cabot                                           | BCIL 2010      | Obra popular XV, XVIII         | Riner Ctra. Manresa                            | 41° 56′ 45″ N, 1° 35′ 59″ E / 41.945872°N,1.599740°E | IPA-17599     | Masia de Cabot (Riner) · Vegeu més fotos d'aquest monument · Carregueu una nova foto d'aquest monument                             |
| Església de Santa Susanna, o Església de Santa Susagna   | BCIL 2010      | Obra popular XX                | Riner Ctra. Manresa, km 49 esquerra            | 41° 56′ 43″ N, 1° 36′ 02″ E / 41.945187°N,1.600460°E | IPA-17600     | Església de Santa Susanna (Riner) · Vegeu més fotos d'aquest monument · Carregueu una nova foto d'aquest monument                  |
| Masia de Xixons                                          | BCIL 2010      | Obra popular XVI, XIX          | Riner Ctra. Manresa, km 49, Santa Susanna      | 41° 56′ 48″ N, 1° 36′ 05″ E / 41.946713°N,1.601513°E | IPA-17601     | Masia de Xixons (Riner) · Vegeu més fotos d'aquest monument · Carregueu una nova foto d'aquest monument                            |
| Molí vell de Xixons                                      | BCIL 2010      | Obra popular XII               | Riner Ctra. Pantà Sampons, km 3, Santa Susanna | 41° 57′ 18″ N, 1° 36′ 22″ E / 41.954881°N,1.606197°E | IPA-17604     | Molí vell de Xixons (Riner) · Vegeu més fotos d'aquest monument · Carregueu una nova foto d'aquest monument                        |
| Església de Sant Jaume dels Tracs, o Sant Jaume de Riner | BCIL 2010      | Romànic XII                    | Riner                                          | 41° 55′ 45″ N, 1° 30′ 38″ E / 41.929052°N,1.510597°E | IPA-35361     | Església de Sant Jaume dels Tracs (Riner) · Vegeu més fotos d'aquest monument · Carregueu una nova foto d'aquest monument          |
| Rajoleria de Cal Teixidor                                |                | Obra popular XIX-XX            | Riner                                          |                                                      | IPA-40925     | Carregueu una nova foto d'aquest monument                                                                                          |
| Forn de Gelabert                                         |                | Obra popular XIX-XX            | Riner                                          |                                                      | IPA-41387     | Carregueu una nova foto d'aquest monument                                                                                          |

## Sant Llorenç de Morunys
| Monument                                                          | Protecció      | Estil/època              | Localització                                                                      | Coordenades                                          | Codi?         | Imatge |
| ----------------------------------------------------------------- | -------------- | ------------------------ | --------------------------------------------------------------------------------- | ---------------------------------------------------- | ------------- | --- |
| Església de Sant Llorenç de Morunys                               | BCIN 201-MH    | Romànic XI, XVI, XVIII   | Sant Llorenç de Morunys Pl. de l'Església                                         | 42° 08′ 15″ N, 1° 35′ 28″ E / 42.137514°N,1.591093°E | RI-51-0004218 | Església de Sant Llorenç de Morunys · Vegeu més fotos d'aquest monument · Carregueu una nova foto d'aquest monument                              |
| Santuari de la Mare de Déu de Lord                                | BCIN 394-MH-EN | Neoclassicisme XIX       | Sant Llorenç de Morunys A la mola del Lord                                        | 42° 06′ 56″ N, 1° 34′ 55″ E / 42.115556°N,1.582055°E | RI-51-0012171 | Santuari de la Mare de Déu de Lord (Sant Llorenç de Morunys) · Vegeu més fotos d'aquest monument · Carregueu una nova foto d'aquest monument     |
| Recinte murat de la vila                                          | BCIN 1493-MH   | XIII-XIV, XVI-XVIII      | Sant Llorenç de Morunys                                                           | 42° 08′ 15″ N, 1° 35′ 28″ E / 42.137635°N,1.591170°E | RI-51-0006473 | Recinte murat de la vila (Sant Llorenç de Morunys) · Vegeu més fotos d'aquest monument · Carregueu una nova foto d'aquest monument               |
| Capella de la Pietat                                              |                | Gòtic XV                 | Sant Llorenç de Morunys Ctra. Berga                                               | 42° 08′ 08″ N, 1° 35′ 34″ E / 42.135693°N,1.592665°E | IPA-454       | Capella de la Pietat (Sant Llorenç de Morunys) · Vegeu més fotos d'aquest monument · Carregueu una nova foto d'aquest monument                   |
| Plaça Major                                                       |                | Obra popular XVIII       | Sant Llorenç de Morunys Pl. Major                                                 | 42° 08′ 13″ N, 1° 35′ 31″ E / 42.137049°N,1.591931°E | IPA-17618     | Plaça Major (Sant Llorenç de Morunys) · Vegeu més fotos d'aquest monument · Carregueu una nova foto d'aquest monument                            |
| El Vallfred                                                       |                | Obra popular XVII        | Sant Llorenç de Morunys Vallfred                                                  | 42° 08′ 16″ N, 1° 35′ 31″ E / 42.137752°N,1.591919°E | IPA-17619     | El Vallfred (Sant Llorenç de Morunys) · Vegeu més fotos d'aquest monument · Carregueu una nova foto d'aquest monument                            |
| Carrer de l'Església                                              |                | Obra popular XV, XIX     | Sant Llorenç de Morunys C. de l'Església                                          | 42° 08′ 15″ N, 1° 35′ 29″ E / 42.137539°N,1.591367°E | IPA-17620     | Carrer de l'Església (Sant Llorenç de Morunys) · Vegeu més fotos d'aquest monument · Carregueu una nova foto d'aquest monument                   |
| Carrer Major                                                      |                | Obra popular XIV         | Sant Llorenç de Morunys C. Major                                                  | 42° 08′ 14″ N, 1° 35′ 30″ E / 42.137285°N,1.591575°E | IPA-17621     | Carrer Major (Sant Llorenç de Morunys) · Vegeu més fotos d'aquest monument · Carregueu una nova foto d'aquest monument                           |
| Cal Sant                                                          |                | Obra popular XVII        | Sant Llorenç de Morunys                                                           | 42° 08′ 12″ N, 1° 35′ 24″ E / 42.136664°N,1.589943°E | IPA-17622     | Cal Sant (Sant Llorenç de Morunys) · Vegeu més fotos d'aquest monument · Carregueu una nova foto d'aquest monument                               |
| Cal Baró Vell                                                     |                | Obra popular XVII, XX    | Sant Llorenç de Morunys C. Sant Nicolau                                           | 42° 08′ 12″ N, 1° 35′ 29″ E / 42.136775°N,1.591373°E | IPA-17624     | Cal Baró Vell (Sant Llorenç de Morunys) · Vegeu més fotos d'aquest monument · Carregueu una nova foto d'aquest monument                          |
| Torre del Baró, o Torre Baró                                      |                | Obra popular XVII        | Sant Llorenç de Morunys Torre Baró, ctra. a la Coma, km 2, pista a mà dreta 300 m | 42° 08′ 50″ N, 1° 35′ 42″ E / 42.147316°N,1.594871°E | IPA-17625     | Torre del Baró (Sant Llorenç de Morunys) · Vegeu més fotos d'aquest monument · Carregueu una nova foto d'aquest monument                         |
| Museu del Patronat de la Vall de Lord, antiga Cofraria dels Colls |                | Obra popular XVIII Final | Sant Llorenç de Morunys C. de l'Església                                          | 42° 08′ 15″ N, 1° 35′ 29″ E / 42.137514°N,1.591422°E | IPA-17630     | Museu del Patronat de la Vall de Lord (Sant Llorenç de Morunys) · Vegeu més fotos d'aquest monument · Carregueu una nova foto d'aquest monument  |
| Santuari de la Mare de Déu dels Àngels, o Capella de Puit         |                | Obra popular XVII        | Sant Llorenç de Morunys Camí de Puit                                              | 42° 08′ 14″ N, 1° 35′ 41″ E / 42.137216°N,1.594827°E | IPA-17632     | Santuari de la Mare de Déu dels Àngels (Sant Llorenç de Morunys) · Vegeu més fotos d'aquest monument · Carregueu una nova foto d'aquest monument |

## Solsona
Vegeu la llista de monuments de Solsona

## Torà
Vegeu la llista de monuments de Torà